# Lucas Secon
Lucas Secon bedre kendt som Lucas (født 3. november 1970) er en hip hop-producer og rapper født i Danmark.
Han er søn af den amerikanske journalist Paul Secon (en) og den danske maler Berta Moltke.

## Diskografi
- To rap my world around you (1991)
- Lucacentric (1994)